# Майзах
Майзах (нем. Maisach) — община в Германии, в земле Бавария. 
Подчиняется административному округу Верхняя Бавария. Входит в состав района Фюрстенфельдбрукк.  Население составляет 12 896 человек (на 31 декабря 2010 года). Занимает площадь 53,45 км².
Коммуна подразделяется на 6 сельских округов.